# Ernesto Álvarez Álvarez
 Ernesto Álvarez Álvarez (Riobamba, Provincia de Chimborazo, 2 de mayo de 1925-13 de febrero de 1991) fue un sacerdote ecuatoriano, que se desempeñaba como el II Arzobispo de Cuenca, desde el año 1971, hasta el año 1980, año de su dimisión.

## Biografía
Nació en Riobamba, Chimborazo en el hogar de crianza de Dn. Antonio Jácome y de Dña. Zoila Gómez de la Torre, ya fallecidos.

### Estudios realizados
Realizó sus estudio primarios en el Colegio Salesiano “Santo Tomás Apóstol”, los secundarios en el Colegio Nacional “Pedro Vicente Maldonado”, de su ciudad natal, en donde obtuvo el premio que se confiere al mejor Bachiller y los superiores en la Universidad Salesiana, donde obtuvo el título de Filosofía y Tecnología.

### Sacerdocio
Fue ordenado sacerdote el 29 de junio de 1953, de manos del Cardenal  Carlos María de la Torre.

### Cargos Ejercidos durante el sacerdocio
Ocupó el cargo de Prefecto de Estudios del Colegio Orientalista Salesiano que, a la vez, es Aspirantado Salesiano, durante el período de 1953 – 1956; y también dictó clases en el Colegio Técnico Salesiano “Cornelio Merchán”. Fue asimismo Capellán del Asilo de Ancianos y del Leprocomio en Cuenca y en Quito, fue encargado de la Dirección de la Sección Técnica del Colegio “Don Bosco” hasta 1959.
Además, dio clases en esta Sección y en la de Humanidades Modernas. En octubre de 1959 fue nombrado Prefecto de este Colegio “Don Bosco” hasta marzo de 1960.

### Episcopado
Fue nombrado Arzobispo Coadjutor de Cuenca el 2 de mayo de 1970, por petición del entonces primer Arzobispo de Cuenca, Mons. Manuel de Jesús Serrano Abad, petición que fue acogida por el Papa Pablo VI.

### Dimisión
Dimitió como II Arzobispo de Cuenca el 21 de julio de 1980.

### Fallecimiento
Falleció el 13 de febrero de 1991 a los 65 años de edad, después de una corta enfermedad.